# Плата за істину
Плата за істину (рос. Плата за истину) — радянський біографічний художній фільм 1978 року, знятий режисером Олексієм Спєшнєвим на Кіностудії ім. М. Горького.

## Сюжет
Про життя та діяльність вченого-природодослідника, мікробіолога Іллі Ілліча Мєчникова (1845—1916). Невелика лавка на узбережжі Сицилії. На полицях розставлені розп'яття та статуетки Мадонни, розкладено фрукти, зв'язки цибулі та часнику. У цю лавочку приходять Ілля Мєчников та його дружина Ольга, стривожені зловісною тишею на узбережжі. Вони дізнаються: в окрузі лютує холера. Пізніше Ілля Ілліч Мєчников відкриє інфекційне походження страшної хвороби.

## У ролях
- Микита Подгорний — Ілля Ілліч Мєчников
- Євгенія Уралова — Ольга, дружина Мєчникова
- Олександр Боярський — Еміль Ру
- Михайло Глузький — Луї Пастер
- Володимир Дружников — Сєченов
- Леонід Марков — Огюст Роден
- Володимир Антоник — епізод
- Світлана Степанова — Марі
- Всеволод Якут — епізод
- Зана Заноні — дружина Пастера
- Олексій Сафонов — Морен
- Ігор Косухін — Яша
- Микола Глинський — епізод
- Яків Бєлєнький — епізод
- Юрій Волков — епізод
- Волдемар Лобіньш — епізод
- Михайло Брилкін — епізод
- Олександр Трунов — епізод

## Знімальна група
- Режисер — Олексій Спєшнєв
- Сценаристи — Олексій Спєшнєв, Борис Могилевський
- Оператор — Інна Зараф'ян
- Композитор — Лев Солін
- Художник — Сергій Серебреніков